# Rug
Slægten Rug (Secale) har adskillige arter, men kun disse er almindelige i Danmark:
| Arter |

- Almindelig Rug (Secale cereale)
- Staude-Rug (Secale montanum)